# 庫樓二
库楼二（η Cen /半人马座η ）是半人马座的一颗恒星。它转速极快，自转周期小于一天。
库楼二是一颗Be型星，即它的氢谱线的辐射是变化的，所以库楼二的亮度也稍微变化，被归类为仙后座γ变星。库楼二距离地球大约309光年。库楼二的质量很大，处于进化为白矮星及超新星的界线上。